# Elastiekje

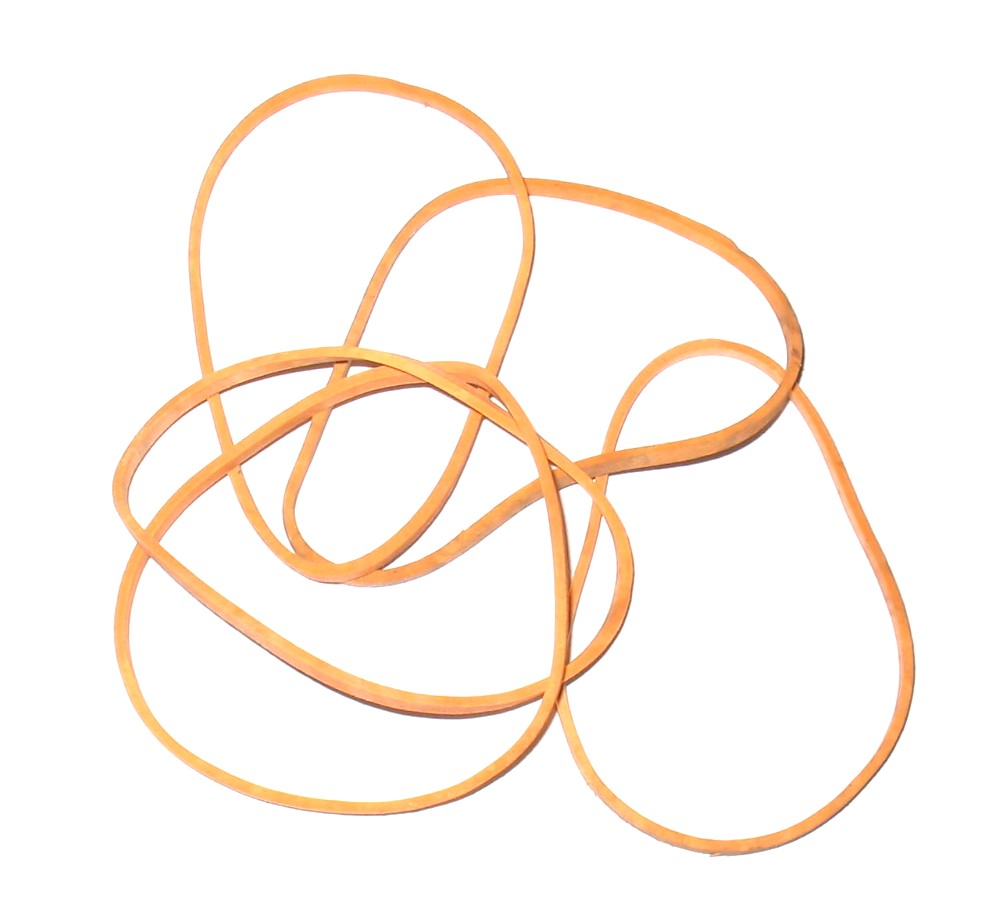
Elastiekjes

Een elastiekje (ook rek, rekje, rekker, rekkertje) is een ring van rubber of een ander elastisch materiaal. Men gebruikt elastiek voornamelijk voor het bijeenhouden van objecten en het opslaan van energie onder de vorm van potentiële energie. Elastiek is uitgevonden in Engeland door Stephen Perry in maart 1845.
Een industriële (in onbruik geraakte) toepassing van een rubberen elastiek is voor de overbrenging in een platenspeler. In deze toepassing wordt het elastiek ook rubberen snaar genoemd. De snaar brengt de draaiing van een kleine poelie op een snel draaiende elektromotor over op de grote omtrek van de draaitafel. Door de diameter van de poelie te veranderen, zijn verschillende snelheden mogelijk. Kleine onregelmatigheden in de motorsnelheid worden opgevangen door de rek in de snaar.

## Bijeen- of ophouden
Elastiek wordt ook gebruikt om rollen papier of een bos haar (zie onder andere paardenstaart) bijeen te houden. Postbestellers gebruiken elastieken om de gesorteerde poststukken te bundelen. Ook worden elastieken gebruikt om kledingstukken zoals (onder)broeken op te houden.

## Kinetische energie opslaan
In zelfgebouwde vliegtuigjes of bootjes kan een elastiek als energiebron gebruikt worden om een propeller aan te drijven. Het elastiek wordt, lichtjes gespannen tussen de as van de propeller en een haakje, en een aantal malen opgewonden. De hierdoor opgeslagen energie ontlaadt zich in het draaien van de propeller.
Ook wordt elastiek gebruikt om kinetische energie op te slaan. Meestal is dit in speelgoed, dat soms uit niet meer dan het elastiekje zelf bestaat. In de meest eenvoudige vorm wordt het elastiekje rond een vinger gehangen, uitgetrokken en losgelaten, waarna het elastiekje enkele meters weg kan schieten.
In een iets complexere vorm wordt, zoals bij een katapult, een projectiel, meestal een propje papier, op een elastiekje gelegd dat tussen duim en wijsvinger gespannen is. Hierna wordt het projectiel naar achter getrokken en losgelaten, waarna het wegvliegt.
In de industrie wordt elastiek niet vaak gebruikt om kinetische energie op te slaan, omdat het een aantal nadelen heeft ten opzichte van een veer:
- elastiek vergaat na verloop van tijd door blootstelling aan zuurstof omdat het meestal van natuurlijk rubber is gemaakt,
- het heeft moeilijk voorspelbaar gedrag en berekeningen kunnen nauwelijks worden uitgevoerd.

## Elastiekbal

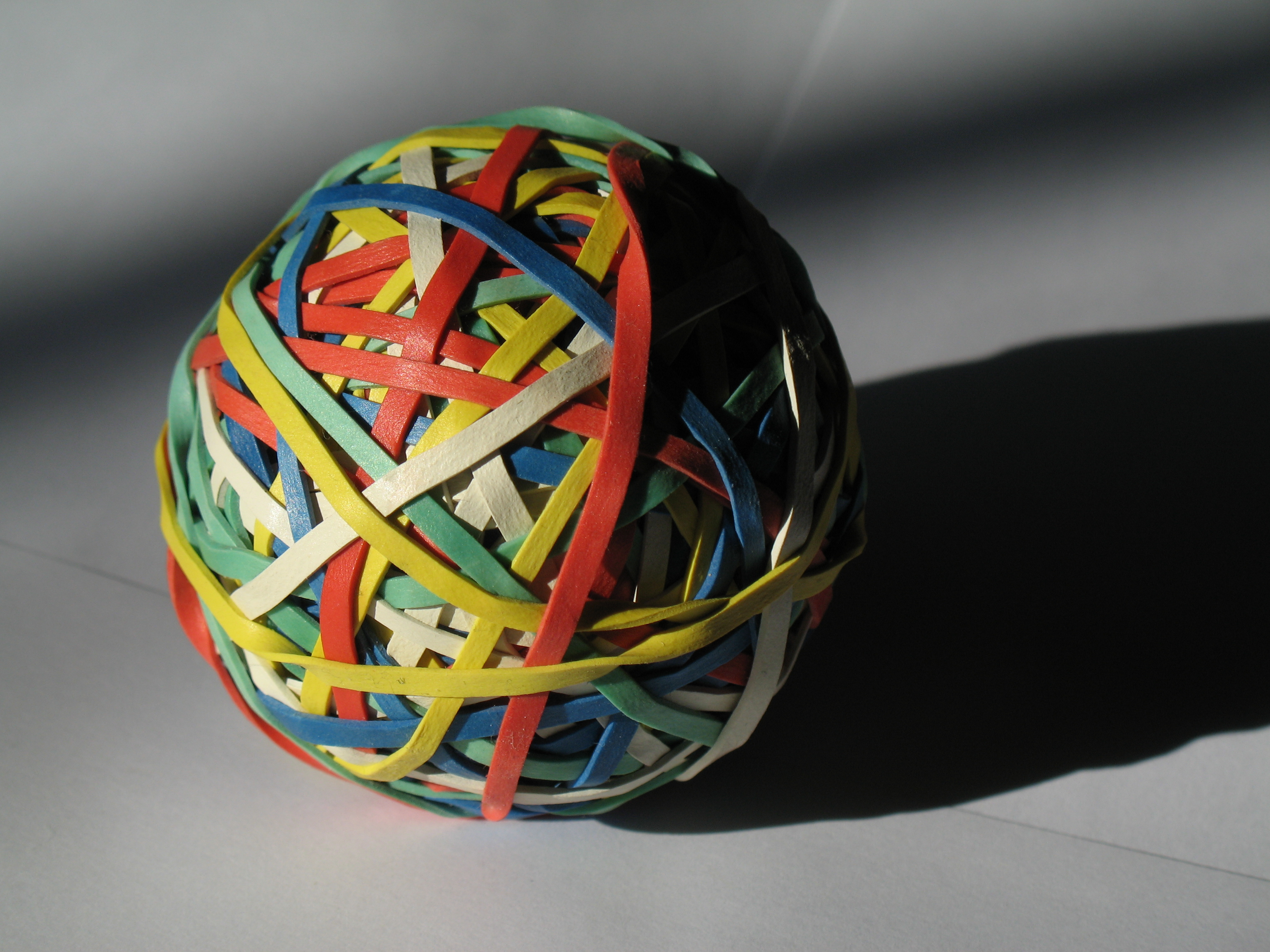
Elastiekbal

Een elastiekbal is een bal die of balachtig voorwerp dat helemaal gemaakt is van elastiekjes. Hierbij worden aan het begin van een elastiekbal vaak kleinere elastiekjes gebruikt, waar elastiekjes omheen worden gewikkeld. Sommige elastiekballen worden zó groot dat er eerst meerdere elastieken aan elkaar worden geknoopt of dat er speciale grote (fabrieks)elastieken worden geleverd bij de maker.

### Wereldrecords
| Datum            | Naam         | Plaats/locatie       | Hoogte     | Omtrek     | Gewicht    | Aantal elastieken |
| ---------------- | ------------ | -------------------- | ---------- | ---------- | ---------- | ----------------- |
| 13 november 2008 | Joël Waul    | Lauderhill, Florida  | 1,83 meter | 7,01 meter | 4096,85 kg | ong. 726.500      |
| november 2006    | Steve Milton | Eugene, Oregon       | 1,67 meter | 5,79 meter | 2088,14 kg | ong. 175.000      |
| 1998             | John Bain    | Wilmington, Delaware | 1,2 meter  | 3,86 meter | 911 kg     | onbekend          |

| Huidig wereldrecord volgens het Guinness Book of Records |